# Galápagos-Ohreule

Galápagos-Inseln

Die Galápagos-Ohreule (Asio flammeus galapagoensis) ist eine Art aus der Familie der Eigentlichen Eulen. Sie kommt ausschließlich auf dem Galapagos-Archipel vor. Sie galt lange Zeit als eine Unterart der Sumpfohreule. Die Ornithologen Claus König und Friedhelm Weick behandeln sie in ihrer 2008 erschienenen Eulenmonographie als eigenständige Art: Die Galápagos-Ohreule ist seit langem genetisch auf den 1.000 Kilometer vor Südamerika liegenden Inseln isoliert und hat ein Verhalten entwickelt, das sie von den Eulen auf dem südamerikanischen Kontinent deutlich unterscheidet.

## Erscheinungsbild
Mit einer Körpergröße von etwa 35 Zentimetern ist sie eine mittelgroße Vertreterin ihrer Gattung. Wie alle Ohreulen hat sie auffallende Federohren. Diese sind allerdings verhältnismäßig klein und je nach Körperhaltung der Eule auch nicht zu erkennen. Der Gesichtsschleier ist rötlich-braun mit einem dunklen Rand. Der Bereich um die Augen ist schwärzlich-braun, was dem Gesicht einen maskenähnlichen Ausdruck verleiht. Die Körperoberseite ist ebenfalls rötlich braun mit schwärzlich-braunen Längsstreifen auf der Stirn, dem Scheitel und im Nacken. Die Körperunterseite ist blasser, fast zimtfarben, mit bräunlichen Längsstreifen und einigen wenigen Querstreifen. Die Augen sind gelb und kontrastieren auffällig mit der schwarzen Gesichtsmaske. Läufe und der größte Part der Zehen sind befiedert. 
Verwechslungsmöglichkeiten bestehen keine, da die Galápagos-Ohreule der einzige Vertreter der Eigentlichen Eulen auf diesen Inseln ist. Die Galápagos-Schleiereule hat das für Schleiereulen charakteristische herzförmige Gesicht.

## Verbreitung und Lebensraum
Die Verbreitung der Galápagos-Ohreule ist auf den Galápagos-Archipel begrenzt. Sie besiedelt dort die meisten der Inseln. Sie ist ein Standvogel, der offenes, feuchtes Grasland mit einigen vereinzelten Bäumen, Farnen und Büschen im Hochland der größeren Inseln, aber auch aridere Landschaften mit Lavafelsen, Kakteen und Büschen besiedelt. Sie kommt von der Tiefebene bis in Hügelland vor und findet sich noch in Höhenlagen zwischen 650 und 850 Metern über NN.

## Lebensweise
Die Galápagos-Ohreule ist eine überwiegend tagaktive Eule. Dort, wo der Galápagos-Habicht häufiger vorkommt, ist sie ausgeprägter nachtaktiv. Sie ruht meist auf dem Erdboden im Schatten von Büschen oder Steinen, gelegentlich sogar in den Spalten des Lavagesteins. Vor allem in den Morgenstunden kann man sie auch beim Sonnenbaden beobachten. Sie sitzt dann meist auf Zaunpfählen oder einem Felsen. Die geringste Tagesaktivität zeigt sie in den Mittagsstunden. 
Sie jagt überwiegend am frühen Morgen und am späten Nachmittag. Ihre Hauptbeute sind Kleinvögel. Auf den größeren Inseln sind Darwinfinken ihre Hauptbeute. Sie frisst aber auch Vögel bis zur Größe des Galapagos-Sturmvogels, halb ausgewachsene Nestlinge des Rotfußtölpels oder ausgewachsene Galapagostauben. Die Kolonien der Seevögel werden von ihr regelmäßig nach Beute abgesucht. Die Galápagos-Ohreule hat auch eine verhältnismäßig ungewöhnliche Jagdtechnik entwickelt, bei der sie die großen Kolonien des Galapagoswellenläufers (Oceanodroma tethys) oder des Madeirawellenläufers (Oceanodroma castro) aufsucht, sich an die Nester heranschleicht und die Vögel dann schlägt, wenn sie ihre Nester verlassen oder aufsuchen. Neben Vögeln frisst sie auch Ratten und Mäuse. Insekten spielen gleichfalls eine Rolle und auch kleinere Reptilien werden vermutlich von der Galápagos-Ohreule geschlagen. 
Die Fortpflanzungsperiode fällt in den Zeitraum November bis Mai. Die flache, nur etwas ausgescharrte Nistmulde wird direkt auf dem Erdboden errichtet. Häufig befindet sie sich zwischen Wurzeln am Stamm eines Baumes oder zwischen Lavafelsen. Das Gelege besteht aus drei bis vier weißen Eiern. Es werden in der Regel aber nur zwei Nestlinge groß. Es brütet allein das Weibchen, das vom Männchen mit Futter versorgt wird. Nach dem Flüggewerden verbleiben die Jungeulen noch einige Wochen bei den Elternvögeln.